# Bunuri mobile din domeniul științele naturii clasate în patrimoniul cultural național al României aflate în județul Bihor
Acestă listă conține bunurile mobile din domeniul științele naturii clasate în Patrimoniul cultural național al României aflate la momentul clasării în județul Bihor.

## Tezaur
| Foto | Informații generale                                  | Detalii tehnice                                                                                      | Descriere                                                                                                  | Deținător                       | Legături |
| ---- | ---------------------------------------------------- | --- | --- | ------------------------------- | -------- |
|      | Podozamites augustifolius; (Eichwald 1865) Heer 1879 | Descoperit: jud. BIHOR, com. ȘUNCUIUȘ, ȘUNCUIUȘ, Cariera Recea Dimensiuni: L: 64 mm; La: 27 mm       | Valoare biostratigrafică deosebită. Specie caracteristică de subzonă, dispărută.                           | Muzeul Țării Crișurilor, Oradea | Cimec    |
|      | Receaphyllum grandis; Czier 2005                     | Descoperit: jud. BIHOR, com. ȘUNCUIUȘ, ȘUNCUIUȘ, Cariera Recea Dimensiuni: L: 395 mm; La: 295 mm     | Valoare biostratigrafică deosebită. Specie caracteristică de subzonă, dispărută.                           | Muzeul Țării Crișurilor, Oradea | Cimec    |
|      | Cladophlebis silvaeregis; Czier 1995                 | Descoperit: jud. BIHOR, com. ȘUNCUIUȘ, BĂLNACA-GROȘI, Mina Bălnaca Dimensiuni: L: 248 mm; La: 210 mm | Valoare biostratigrafică deosebită. Specie caracteristică de subzonă, dispărută.                           | Muzeul Țării Crișurilor, Oradea | Cimec    |
|      | Ginkgo aff. skottsbergii subsp. Europeica Czier 1998 | Descoperit: jud. BIHOR, com. ȘUNCUIUȘ, ȘUNCUIUȘ, Cariera Recea Dimensiuni: L: 66 mm; La: 51 mm       | Valoare biostratigrafică minoră. Gen determinat fără calificativ, specie determinată cu calificativul aff. | Muzeul Țării Crișurilor, Oradea | Cimec    |
|      | Cladophlebis semakai; Czier 1995                     | Descoperit: jud. BIHOR, com. ȘUNCUIUȘ, BĂLNACA-GROȘI, Mina Bălnaca Dimensiuni: L: 63 mm; La: 48 mm   | Valoare biostratigrafică deosebită. Specie caracteristică de subzonă, dispărută.                           | Muzeul Țării Crișurilor, Oradea | Cimec    |

## Fond
| Foto | Informații generale                                              | Detalii tehnice                                                                                    | Descriere                                                                        | Deținător                       | Legături |
| ---- | ---------------------------------------------------------------- | -------------------------------------------------------------------------------------------------- | -------------------------------------------------------------------------------- | ------------------------------- | -------- |
|      | Selenocarpus muensterianus (Presl in Sternberg 1838) Schenk 1866 | Descoperit: jud. BIHOR, com. ȘUNCUIUȘ, BĂLNACA-GROȘI, Mina Bălnaca Dimensiuni: L: 57 mm; La: 43 mm | Valoare biostratigrafică maximă. Specie marker de subzonă, dispărută.            | Muzeul Țării Crișurilor, Oradea | Cimec    |
|      | Dictyophyllum münsteri (Göppert 1841) Nathorst 1876              | Descoperit: jud. BIHOR, com. ȘUNCUIUȘ, BĂLNACA-GROȘI, Mina Bălnaca Dimensiuni: L: 80 mm; La: 22 mm | Valoare biostratigrafică deosebită. Specie caracteristică de subzonă, dispărută. | Muzeul Țării Crișurilor, Oradea | Cimec    |
|      | Cladophlebis indica; (Oldham & Morris 1863) Sahni & Rao 1933     | Descoperit: jud. BIHOR, com. ȘUNCUIUȘ, ȘUNCUIUȘ, Cariera Recea Dimensiuni: L: 31 mm; La: 12 mm     | Valoare biostratigrafică deosebită. Specie caracteristică de subzonă, dispărută. | Muzeul Țării Crișurilor, Oradea | Cimec    |
|      | Dictyophyllum nilsoni (Brongniart 1836) Göppert 1846             | Descoperit: jud. BIHOR, com. ȘUNCUIUȘ, ȘUNCUIUȘ, Cariera Recea Dimensiuni: L: 23 mm; La: 15 mm     | Valoare biostratigrafică majoră. Specie caracteristică de biozonă, dispărută.    | Muzeul Țării Crișurilor, Oradea | Cimec    |
|      | Phoenicopsis augustifolia; Heer 1876                             | Descoperit: jud. BIHOR, com. ȘUNCUIUȘ, ȘUNCUIUȘ, Cariera Recea Dimensiuni: L: 31 mm; La: 6 mm      | Valoare biostratigrafică majoră. Specie caracteristică de biozonă.               | Muzeul Țării Crișurilor, Oradea | Cimec    |
|      | Phoenicopsis latior; Heer 1876                                   | Descoperit: jud. BIHOR, com. ȘUNCUIUȘ, ȘUNCUIUȘ, Cariera Recea Dimensiuni: L: 58 mm; La: 19 mm     | Valoare biostratigrafică majoră. Specie caracteristică de biozonă.               | Muzeul Țării Crișurilor, Oradea | Cimec    |
|      | Nilsonia comptula; Heer 1878                                     | Descoperit: jud. BIHOR, com. ȘUNCUIUȘ, ȘUNCUIUȘ, Cariera Recea Dimensiuni: L: 110 mm; La: 36 mm    | Valoare biostratigrafică deosebită. Specie caracteristică de subzonă.            | Muzeul Țării Crișurilor, Oradea | Cimec    |
|      | Cladophlebis obtusifolia; (Andrae 1855) Schimper in Ward 1900    | Descoperit: jud. BIHOR, com. ȘUNCUIUȘ, ȘUNCUIUȘ, Cariera Recea Dimensiuni: L: 178 mm; La: 107 mm   | Valoare biostratigrafică majoră. Specie caracteristică de biozonă.               | Muzeul Țării Crișurilor, Oradea | Cimec    |
|      | Cladophlebis virginiensis; Fontaine 1889 em. Berry 1929          | Descoperit: jud. BIHOR, com. ȘUNCUIUȘ, ȘUNCUIUȘ, Cariera Recea Dimensiuni: L: 67 mm; La: 19 mm     | Valoare biostratigrafică deosebită. Specie caracteristică de subzonă.            | Muzeul Țării Crișurilor, Oradea | Cimec    |